# Broeders (Belgische film uit 2011)
Broeders is een Belgische korte film uit 2011, onder regie van Adil El Arbi en Bilall Fallah.

## Rolverdeling
- Werner De Smedt
- Moraad El Kasmi
- Manou Kersting
- Nabil Mallat
- Elisabeth Puglia

## Prijzen en nominaties
| Jaar | Prijs                                  | Categorie                                    | Genomineerde(n)                              | Uitslag  |
| ---- | -------------------------------------- | -------------------------------------------- | -------------------------------------------- | -------- |
| 2011 | Filmfestival van Gent                  | Prijs voor Beste Belgische Studentenkortfilm | Prijs voor Beste Belgische Studentenkortfilm | Gewonnen |
| 2011 | Internationaal Kortfilmfestival Leuven | Publieksprijs - Vlaamse Kortfilmcompetitie   | Publieksprijs - Vlaamse Kortfilmcompetitie   | Gewonnen |